# Dopo la corsa
Dopo la corsa (After the Race) è un racconto breve scritto da James Joyce e pubblicato nella raccolta Gente di Dublino.

## Trama
Narra della serata passata tra un gruppo di amici, dopo una corsa di automobili: Charles Ségouin e suo cugino André Rivière (entrambi di nazionalità francese), Villona (un ungherese), Jimmy Doyle (irlandese), Routh (inglese) e Farley (statunitense). Dopo la corsa tutti quanti, tranne Farley che incontreranno dopo, passano la sera a mangiare nell'hotel di proprietà di Ségouin; poi vanno nello yacht dell'americano della compagnia.  Nello yacht si ubriacano tutti e la storia si conclude con una lunga partita a poker; all'alba l'ungherese sveglia tutti dalla sbornia.
Joyce con questo racconto evidenzia l'inferiorità degli Irlandesi attraverso le vicende del protagonista, Jimmy Doyle, e degli altri personaggi, di differente nazionalità. Il gruppo, infatti, si approfitta dell'irlandese spillandogli tutti i soldi a poker. Non a caso è proprio l'inglese, Routh, a uscire vincitore.

## Edizioni
- James Joyce, Gente di Dublino, collana «I giganti di Gulliver», Rimini, Gulliver, 1995, ISBN 88-8129-046-4.